# Бусенс
Бусе́нс (фр. Boussens, окс. Bossens) — коммуна во Франции, находится в регионе Юг — Пиренеи. Департамент — Верхняя Гаронна. Входит в состав кантона Казер. Округ коммуны — Мюре.
Код INSEE коммуны — 31084.

## География
Коммуна расположена приблизительно в 640 км к югу от Парижа, в 65 км к юго-западу от Тулузы.
По территории коммуны протекает река Гаронна и проходит канал Сен-Мартори.

## Климат
Климат умеренно-океанический. Зима мягкая и снежная, весна характеризуется сильными дождями и грозами, лето сухое и жаркое, осень солнечная. Преобладают сильные юго-восточные и северо-западные ветры.

## Население
Население коммуны на 2010 год составляло 1088 человек.
| 1962 | 1968 | 1975 | 1982 | 1990 | 1999 | 2010 |
| ---- | ---- | ---- | ---- | ---- | ---- | ---- |
| 750  | 734  | 698  | 725  | 797  | 834  | 1088 |

## Экономика
В 2010 году среди 701 человека трудоспособного возраста (15—64 лет) 537 были экономически активными, 164 — неактивными (показатель активности — 76,6 %, в 1999 году было 71,8 %). Из 537 активных жителей работали 464 человека (239 мужчин и 225 женщин), безработных было 73 (37 мужчин и 36 женщин). Среди 164 неактивных 45 человек были учениками или студентами, 68 — пенсионерами, 51 были неактивными по другим причинам.

## Фотогалерея
- Вокзал
- Мэрия
- Проспект корпуса Франка Помье
- Церковь
- Карта коммуны